# Préneron
Préneron (Preneron en gascon) est une commune française située dans le centre du département du Gers en région Occitanie. Sur le plan historique et culturel, la commune est dans le Pays d'Auch, un territoire céréalier et viticole qui s'est également constitué en pays au sens aménagement du territoire en 2003.
Exposée à un climat océanique altéré, elle est drainée par l'Auzoue, la Guiroue et par divers autres petits cours d'eau.
Préneron est une commune rurale qui compte 119 habitants en 2022, après avoir connu un pic de population de 362 habitants en 1831.  Elle fait partie de l'aire d'attraction de Vic-Fezensac. Ses habitants sont appelés les Préneronais ou  Préneronaises.

## Géographie

### Localisation
Préneron est une commune de Gascogne située à l'ouest d'Auch et à 4 km au sud de Vic-Fezensac.

### Communes limitrophes
Les communes limitrophes sont  Belmont, Castillon-Debats, Roquebrune et Vic-Fezensac.
| Castillon-Debats |          | Vic-Fezensac |
|                  | Préneron |              |
|                  | Belmont  | Roquebrune   |

### Géologie et relief
La commune est vallonnée.[réf. nécessaire]
Préneron se situe en zone de sismicité 1 (sismicité très faible).

### Hydrographie

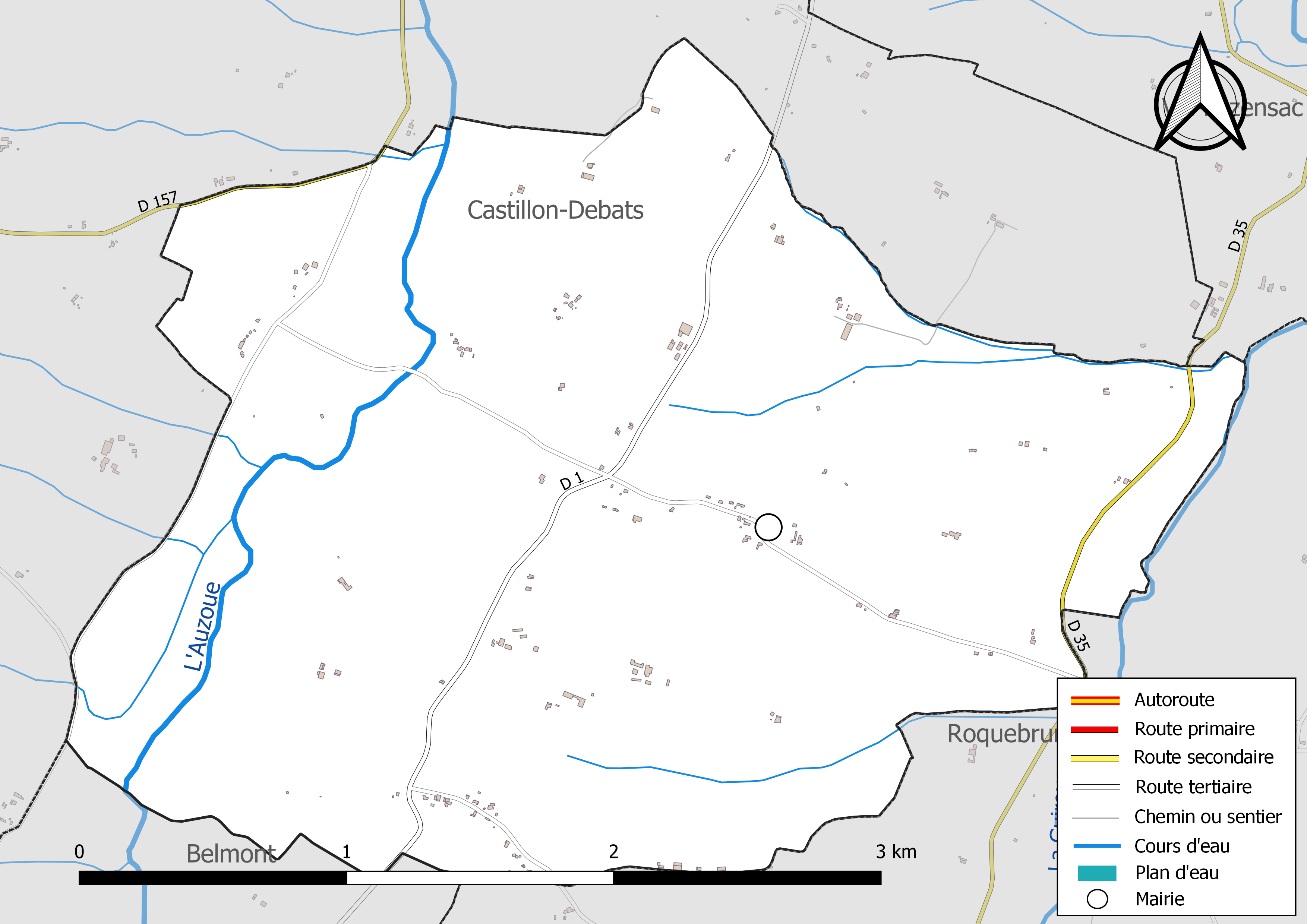
Réseaux hydrographique et routier de Préneron.

La commune est dans le bassin de la Garonne, au sein du bassin hydrographique Adour-Garonne. Elle est drainée par l'Auzoue et la Guiroue et par divers petits cours d'eau, qui constituent un réseau hydrographique de 10 km de longueur totale,.
L'Auzoue, d'une longueur totale de 74,3 km, prend sa source dans la commune de Mascaras et s'écoule vers le nord. Il traverse la commune et se jette dans la Gélise à Réaup-Lisse, après avoir traversé 19 communes.
La Guiroue, d'une longueur totale de 26,3 km, prend sa source dans la commune de Saint-Christaud et s'écoule vers le nord. Elle traverse la commune et se jette dans l'Osse à Vic-Fezensac, après avoir traversé 11 communes.

### Climat
Pour des articles plus généraux, voir Climat de l'Occitanie et Climat du Gers.
En 2010, le climat de la commune est de type climat du Bassin du Sud-Ouest, selon une étude s'appuyant sur une série de données couvrant la période 1971-2000. En 2020, Météo-France publie une typologie des climats de la France métropolitaine dans laquelle la commune est exposée à un climat océanique altéré et est dans la région climatique Aquitaine, Gascogne, caractérisée par une pluviométrie abondante au printemps, modérée en automne, un faible ensoleillement au printemps, un été chaud (19,5 °C), des vents faibles, des brouillards fréquents en automne et en hiver et des orages fréquents en été (15 à 20 jours).
Pour la période 1971-2000, la température annuelle moyenne est de 13 °C, avec une amplitude thermique annuelle de 15 °C. Le cumul annuel moyen de précipitations est de 832 mm, avec 10,2 jours de précipitations en janvier et 6,7 jours en juillet. Pour la période 1991-2020, la température moyenne annuelle observée sur la station météorologique la plus proche, située sur la commune de Lupiac à 9 km à vol d'oiseau, est de 13,8 °C et le cumul annuel moyen de précipitations est de 879,7 mm,. Pour l'avenir, les paramètres climatiques de la commune estimés pour 2050 selon différents scénarios d'émission de gaz à effet de serre sont consultables sur un site dédié publié par Météo-France en novembre 2022.

### Milieux naturels et biodiversité
Aucun espace naturel présentant un intérêt patrimonial n'est recensé sur la commune dans l'inventaire national du patrimoine naturel,,.

## Urbanisme

### Typologie
Au 1er janvier 2024, Préneron est catégorisée commune rurale à habitat très dispersé, selon la nouvelle grille communale de densité à sept niveaux définie par l'Insee en 2022.
Elle est située hors unité urbaine. Par ailleurs la commune fait partie de l'aire d'attraction de Vic-Fezensac, dont elle est une commune de la couronne,. Cette aire, qui regroupe 11 communes, est catégorisée dans les aires de moins de 50 000 habitants,.

### Occupation des sols
L'occupation des sols de la commune, telle qu'elle ressort de la base de données européenne d’occupation biophysique des sols Corine Land Cover (CLC), est marquée par l'importance des territoires agricoles (100 % en 2018), une proportion identique à celle de 1990 (100 %). La répartition détaillée en 2018 est la suivante : 
terres arables (60,1 %), zones agricoles hétérogènes (39,9 %). L'évolution de l’occupation des sols de la commune et de ses infrastructures peut être observée sur les différentes représentations cartographiques du territoire : la carte de Cassini (XVIIIe siècle), la carte d'état-major (1820-1866) et les cartes ou photos aériennes de l'IGN pour la période actuelle (1950 à aujourd'hui).

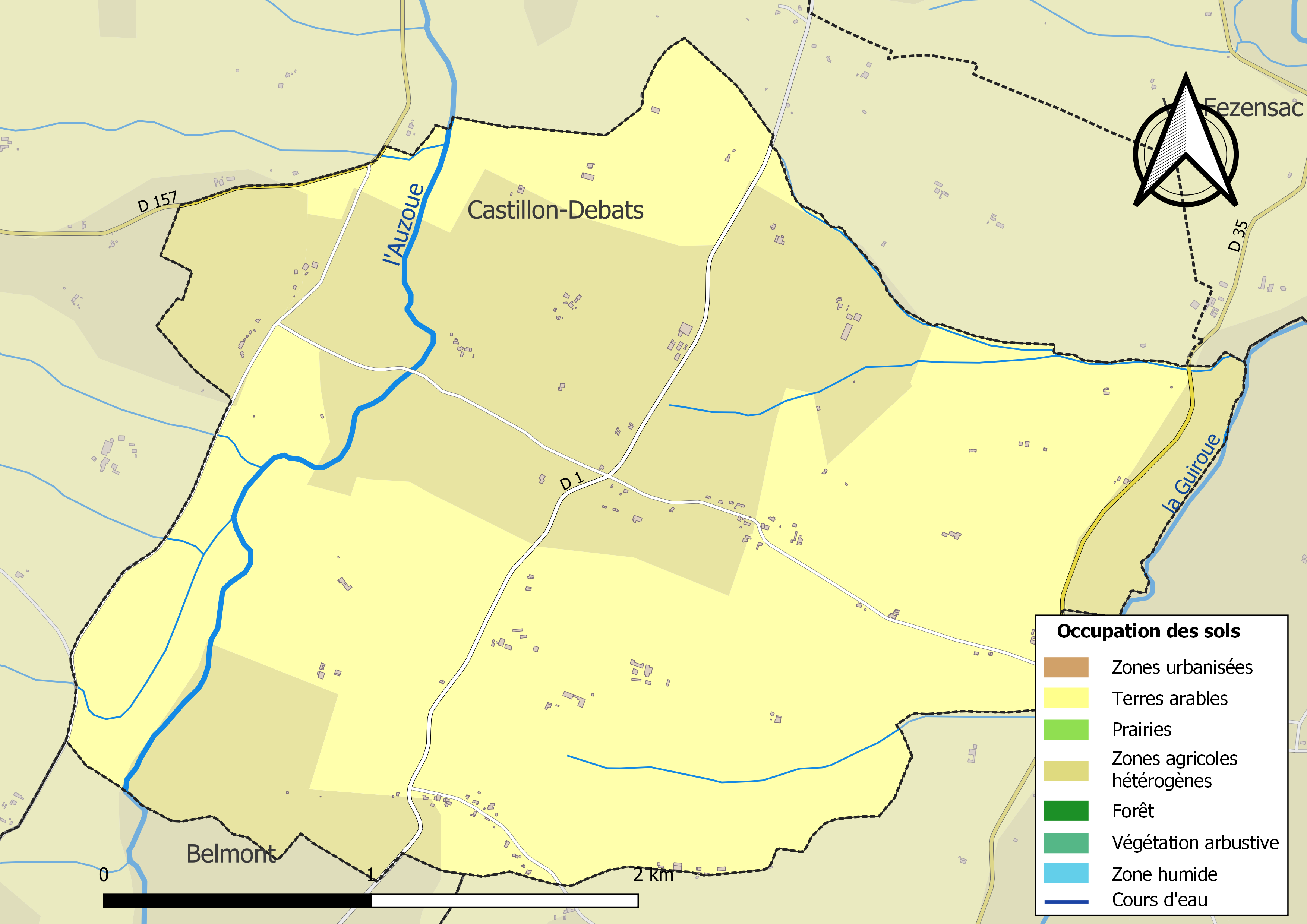
Carte des infrastructures et de l'occupation des sols de la commune en 2018 (CLC).

### Risques majeurs
Le territoire de la commune de Préneron est vulnérable à différents aléas naturels : météorologiques (tempête, orage, neige, grand froid, canicule ou sécheresse) et séisme (sismicité très faible). Un site publié par le BRGM permet d'évaluer simplement et rapidement les risques d'un bien localisé soit par son adresse soit par le numéro de sa parcelle.

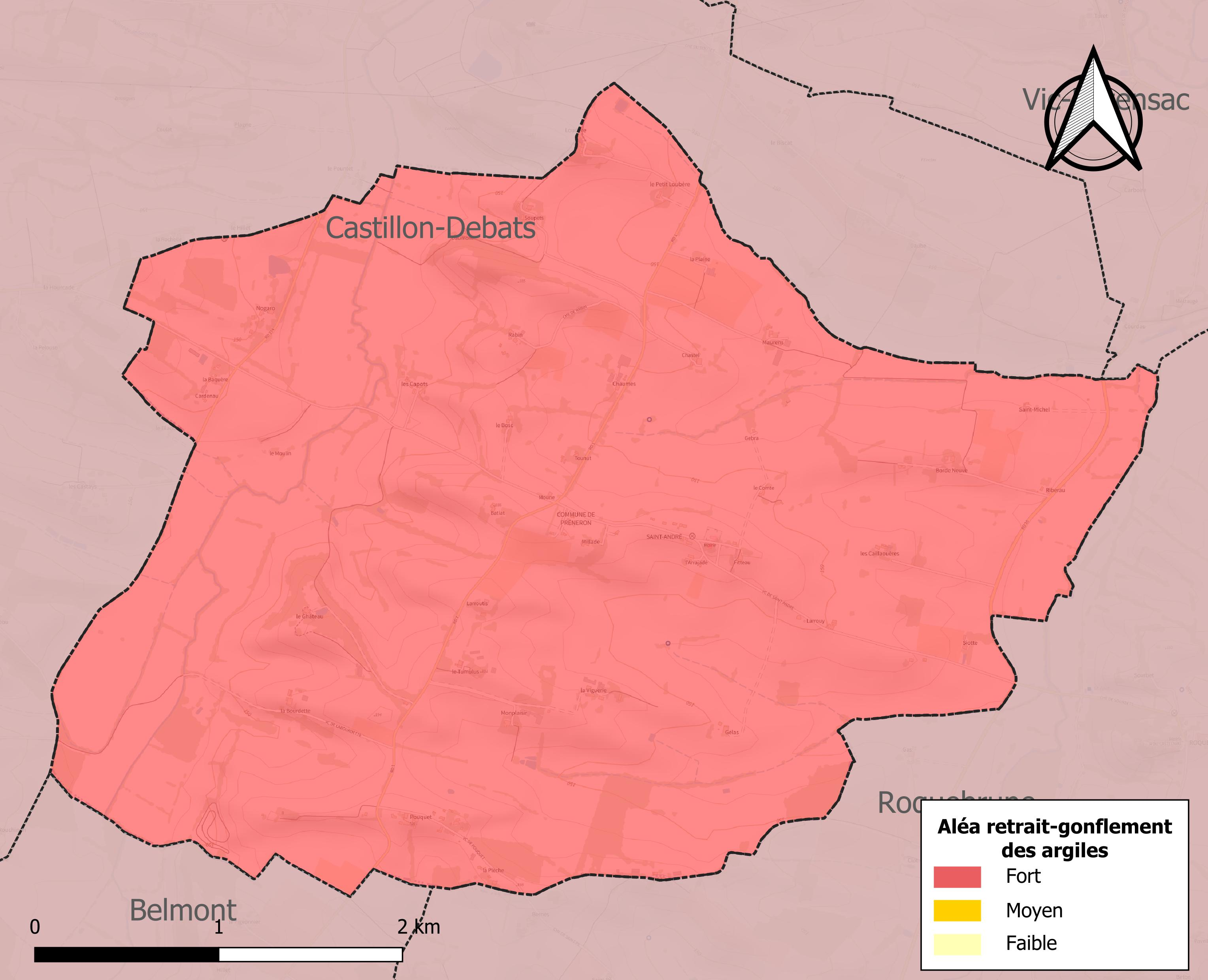
Carte des zones d'aléa retrait-gonflement des sols argileux de Préneron.

Le retrait-gonflement des sols argileux est susceptible d'engendrer des dommages importants aux bâtiments en cas d’alternance de périodes de sécheresse et de pluie. La totalité de la commune est en aléa moyen ou fort (94,5 % au niveau départemental et 48,5 % au niveau national). Sur les 67 bâtiments dénombrés sur la commune en 2019, 67 sont en aléa moyen ou fort, soit 100 %, à comparer aux 93 % au niveau départemental et 54 % au niveau national. Une cartographie de l'exposition du territoire national au retrait gonflement des sols argileux est disponible sur le site du BRGM,.
Par ailleurs, afin de mieux appréhender le risque d’affaissement de terrain, l'inventaire national des cavités souterraines permet de localiser celles situées sur la commune.
La commune a été reconnue en état de catastrophe naturelle au titre des dommages causés par les inondations et coulées de boue survenues en 1999, 2009 et 2018. Concernant les mouvements de terrains, la commune a été reconnue en état de catastrophe naturelle au titre des dommages causés par la sécheresse en 1989, 1993, 2002 et 2012 et par des mouvements de terrain en 1999.

## Histoire
En 1669 François Caheusac prêtre, curé de Préneron était en procès avec Antoine Crouxbalenc autre prêtre, qui lui aurait emporté de force la dîme de sa cure. (Enquête au Parlement de Toulouse)

## Politique et administration
| Période   | Période  | Identité                 | Étiquette | Qualité                    |
| --------- | -------- | ------------------------ | --------- | -------------------------- |
| 1792      | 1795     | Jacques Larroutis        |           |                            |
| 1795      | 1796     | Joseph Gelas             |           |                            |
| 1796      | 1797     | Pierre Saint-jeannet     |           |                            |
| 1797      | 1798     | Frix Fitteau             |           |                            |
| 1798      | 1799     | Jean Baptiste Lasportes  |           |                            |
| 1799      | 1800     | Jean Lalanne             |           |                            |
| 1800      | 1808     | Louis Fitteau            |           |                            |
| 1808      | 1813     | Léothade Dubarry         |           |                            |
| 1813      | 1826     | Joseph Ferragut (de)     |           |                            |
| 1826      | 1829     | Guillaume Berens         |           |                            |
| 1829      | 1830     | Joseph Ferragut (de)     |           |                            |
| 1830      | 1832     | Joseph Lasportes         |           |                            |
| 1832      | 1836     | Reiné Dedieu             |           |                            |
| 1836      | 1848     | Joseph Lasportes         |           |                            |
| 1848      | 1849     | Joseph Fitteau           |           |                            |
| 1849      | 1852     | Joseph Ferragut (de)     |           |                            |
| 1852      | 1853     | Raymond Mollère          |           |                            |
| 1853      | 1858     | Jean Baptiste Bourrousse |           |                            |
| 1858      | 1859     | Victor Darroux           |           |                            |
| 1859      | 1860     | Joseph Ferragut (de)     |           |                            |
| 1860      | 1870     | Auguste Marsan           |           |                            |
| 1870      | 1870     | Jean Baptiste Cassagne   |           |                            |
| 1870      | 1871     | Adolphe Reynal           |           |                            |
| 1871      | 1879     | Auguste Marsan           |           |                            |
| 1879      | 1884     | Auguste Dubos            |           |                            |
| 1884      | 1888     | Léopold Darroux          |           |                            |
| 1888      | 1889     | Gérard Batut             |           |                            |
| 1889      | 1889     | Lucien Berdouville       |           |                            |
| 1889      | 1892     | Joseph Lespine           |           |                            |
| 1892      | 1896     | Joseph Barailhé          |           |                            |
| 1896      | 1913     | Charles Balas            |           |                            |
| 1913      | 1925     | Louis Vergès             |           |                            |
| 1925      | 1940     | François Bouan           |           |                            |
| 1940      | 1945     | Justin Lavergne          |           |                            |
| 1945      | 1962     | Fernand Dupuy            |           |                            |
| 1962      | 1977     | Gabriel Bouan            |           |                            |
| 1977      | 2001     | Edmé Dantin              |           |                            |
| mars 2001 | 2014     | Gilbert Vergès           |           |                            |
| mars 2014 | En cours | Guy Favarel              |           | Retraité Fonction publique |

## Démographie
| 1793 | 1800 | 1806 | 1821 | 1831 | 1841 | 1846 | 1851 | 1856 |
| ---- | ---- | ---- | ---- | ---- | ---- | ---- | ---- | ---- |
| 264  | 271  | 289  | 329  | 362  | 355  | 323  | 330  | 331  |

| 1861 | 1866 | 1872 | 1876 | 1881 | 1886 | 1891 | 1896 | 1901 |
| ---- | ---- | ---- | ---- | ---- | ---- | ---- | ---- | ---- |
| 322  | 308  | 294  | 310  | 279  | 247  | 220  | 211  | 210  |

| 1906 | 1911 | 1921 | 1926 | 1931 | 1936 | 1946 | 1954 | 1962 |
| ---- | ---- | ---- | ---- | ---- | ---- | ---- | ---- | ---- |
| 192  | 192  | 166  | 181  | 172  | 176  | 175  | 165  | 143  |

| 1968 | 1975 | 1982 | 1990 | 1999 | 2005 | 2006 | 2010 | 2015 |
| ---- | ---- | ---- | ---- | ---- | ---- | ---- | ---- | ---- |
| 105  | 113  | 137  | 132  | 142  | 141  | 142  | 144  | 138  |

| 2020 | 2022 | - | - | - | - | - | - | - |
| ---- | ---- | - | - | - | - | - | - | - |
| 121  | 119  | - | - | - | - | - | - | - |

## Économie

### Emploi
|                | 2008  | 2013  | 2018  |
| -------------- | ----- | ----- | ----- |
| Commune        | 5,7 % | 3,5 % | 4,3 % |
| Département    | 6,1 % | 7,5 % | 8,2 % |
| France entière | 8,3 % | 10 %  | 10 %  |

En 2018, la population âgée de 15 à 64 ans s'élève à 74 personnes, parmi lesquelles on compte 87 % d'actifs (82,6 % ayant un emploi et 4,3 % de chômeurs) et 13 % d'inactifs,. Depuis 2008, le taux de chômage communal (au sens du recensement) des 15-64 ans est inférieur à celui de la France et du département.
La commune fait partie de la couronne de l'aire d'attraction de Vic-Fezensac, du fait qu'au moins 15 % des actifs travaillent dans le pôle,. Elle compte 18 emplois en 2018, contre 36 en 2013 et 26 en 2008. Le nombre d'actifs ayant un emploi résidant dans la commune est de 62, soit un indicateur de concentration d'emploi de 28,8 % et un taux d'activité parmi les 15 ans ou plus de 61,6 %.
Sur ces 62 actifs de 15 ans ou plus ayant un emploi, 15 travaillent dans la commune, soit 24 % des habitants. Pour se rendre au travail, 75,9 % des habitants utilisent un véhicule personnel ou de fonction à quatre roues, 1,7 % les transports en commun, 1,7 % s'y rendent en deux-roues, à vélo ou à pied et 20,7 % n'ont pas besoin de transport (travail au domicile).

### Activités hors agriculture
5 établissements sont implantés  à Préneron au 31 décembre 2019.
Le secteur de la construction est prépondérant sur la commune puisqu'il représente 40 % du nombre total d'établissements de la commune (2 sur les 5 entreprises implantées  à Préneron), contre 14,6 % au niveau départemental.

### Agriculture
|               | 1988 | 2000 | 2010 | 2020 |
| ------------- | ---- | ---- | ---- | ---- |
| Exploitations | 22   | 16   | 13   | 9    |
| SAU (ha)      | 835  | 853  | 862  | 884  |

La commune est dans le Ténarèze, une petite région agricole occupant le centre du département du Gers, faisant transition entre lʼAstarac “pyrénéen”, dont elle est originaire et dont elle prolonge et atténue le modelé, et la Gascogne garonnaise dont elle annonce le paysage. En 2020, l'orientation technico-économique de l'agriculture  sur la commune est la polyculture et/ou le polyélevage. Neuf exploitations agricoles ayant leur siège dans la commune sont dénombrées lors du recensement agricole de 2020 (22 en 1988). La superficie agricole utilisée est de 884 ha,,.

## Culture locale et patrimoine

### Lieux et monuments
- Église Saint-André.